# 威廉·博拉
威廉·埃德加·博拉（英語：William Edgar Borah，1865年6月29日—1940年1月19日），是一位直言不讳的美国共和党参议员，也是爱达荷州历史上著名的人物之一。作为一名自1907年任职至去世的资深进步主义政治家，博拉经常被认为是孤立主义者，因为他与亨利·卡伯特·洛奇联合国会里的不可调和派成功促使参议院拒绝批准《凡尔赛条约》，从而也使得美国未能加入国际联盟。

## 生平

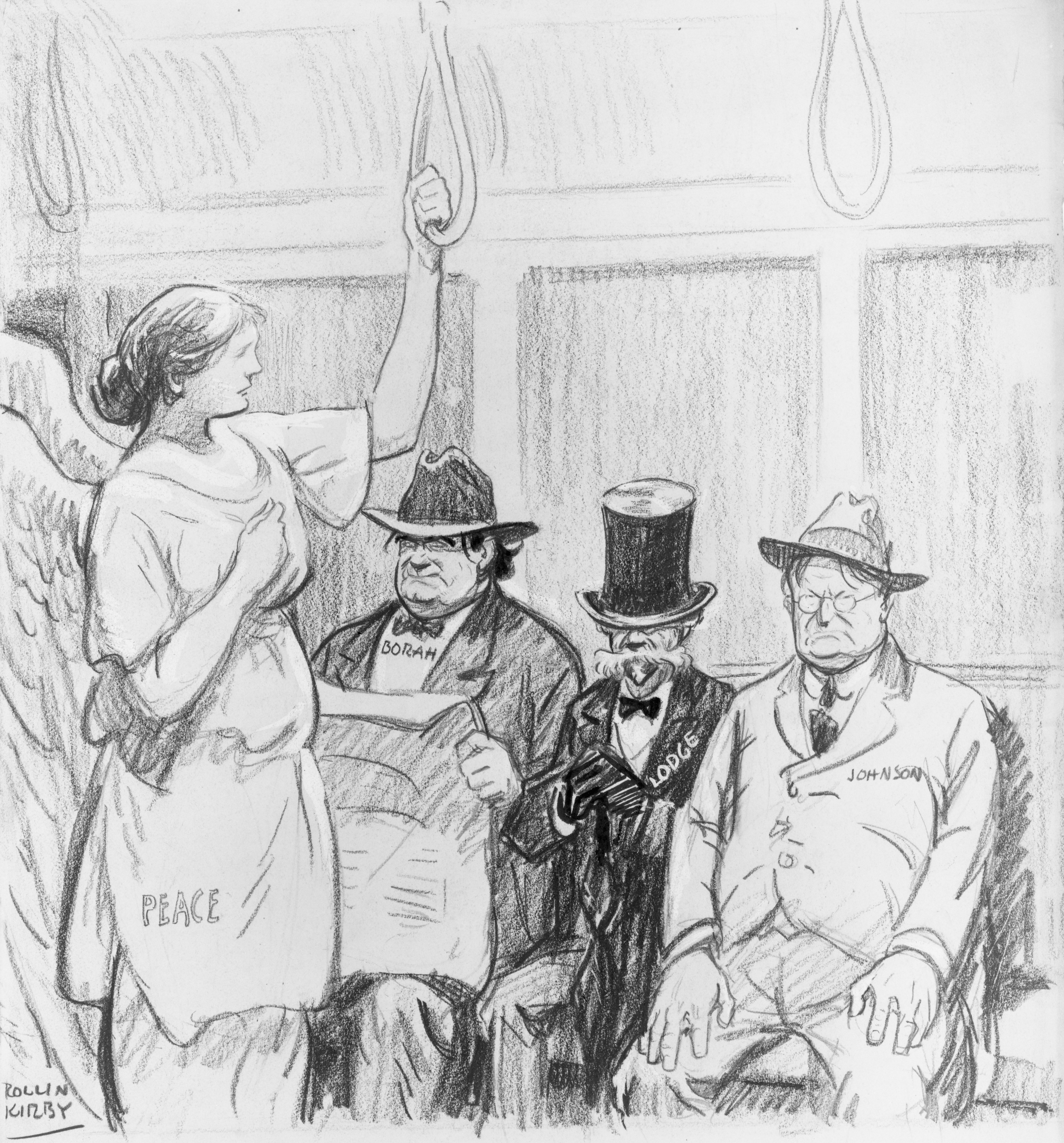
博拉、洛奇与海勒姆·约翰逊拒绝给这位美丽的女士“让座”。

博拉出生于伊利诺伊州农村的一个农场主家庭，他在堪萨斯大学学习并成为该州的一名律师，之后便在爱达荷州寻求更多机会。他迅速在法律界声名鹊起，在1896年的房屋代表案中失败后，博拉于1907年成功当选为联邦参议员。同时在他正式就职前还继续负责了两起著名的法律案件，其中一件即是比尔·海伍德谋杀案，尽管海伍德最终被判无罪，但博拉却再度扬名；另一个案件则是对博拉涉嫌土地欺诈的起诉，甚至在他被无罪释放之前就已经成为政治恶意的受害者。
博拉在参议院时成为了反对威廉·霍华德·塔夫脱总统外交政策的进步派参议员之一，尽管博拉在1912年拒绝支持前总统西奥多·罗斯福第三次竞选连任。博拉在1917年不情愿地投票支持参战，并且在停战后他就反对《凡尔赛条约》，并促使参议院最终没有批准该条约，同时也使得威尔逊总统加入国联的愿望搁浅。卡尔文·柯立芝曾经在1924年提出让博拉成为他的竞选伙伴，但他婉拒了提名；正因为博拉在党内长期保持着特立独行的作风，他在共和党执政时期与历届总统都争执不断。博拉曾于1926年再次集结到多数票，从而否决了柯立芝政府欲加入常设国际法院的计划。他还在1928年为赫伯特·胡佛助选，这是他很少为总统候选人做过的事情，而且是他政治生涯中仅有的一次。
当民主党在1933年控制参议院时，博拉辞去了他长期担任的参议院外交委员会主席之职，他赞同富兰克林·罗斯福总统部分的新政改革。博拉在1936年试图争取共和党总统候选人的提名，但由于党内元老对此缺乏支持，于是他宣布不再寻求出任总统候选人。在博拉人生最后的几年里，博拉觉得他可以通过与德国总理希特勒会面来协商解决欧洲的分歧。虽然他最终未能成行，但这并没有提高他的历史声望。博拉于1940年去世，他的雕像于1947年由爱达荷州赠送并收藏在美国国家雕像馆。
博拉生前曾与西奥多·罗斯福总统的女儿爱丽丝·罗斯福·隆沃思有染，他也是爱丽丝女儿宝琳娜·隆沃思的生父。一位家庭密友谈及宝琳娜时说：“每个人都称她为奥罗拉·博拉·爱丽丝。”

## 文献来源
- Ashby, LeRoy. . Urbana IL: University of Illinois Press. 1972. ISBN 978-0-252-00220-5.
- Braden, Waldo W. . Journal of the Illinois State Historical Society. 1947-06, 40 (2): 168–175. JSTOR 40188261.
- Cook, Rufus G. . The Pacific Northwest Quarterly. 1969-10, 60 (4): 193–198. JSTOR 40488686.
- Grover, David H. . Pacific Historical Review. 1963-02, 32 (1): 65–77. JSTOR 4492129. doi:10.2307/4492129.
- Hutchinson, William K. . Washington DC: United States Government Printing Office. 1940-02-29.
- Johnson, Claudius O. . The Pacific Historical Review. 1943-06, 12 (2): 125–138. JSTOR 3634181. doi:10.2307/3634181.
- Johnson, Claudius O. . The Pacific Northwest Quarterly. 1953-01, 44 (1): 15–22. JSTOR 40486998.
- Maddox, Robert James. . The Journal of American History. 1967-03, 53 (4): 772–80. JSTOR 1893991. doi:10.2307/1893991.
- Maddox, Robert James. . Baton Rouge: Louisiana State University Press. 1969. ISBN 978-0-8071-0907-6.
- McKenna, Marian C. . Ann Arbor MI: The University of Michigan Press. 1961. OCLC 456617.
- Nichols, Christopher McKnight.  eBook. Cambridge MA: Harvard University Press. 2011. ISBN 978-0-674-06118-7.
- Vinson, John Chalmers. . Athens GA: The University of Georgia Press. 1957. OCLC 484484.
- Weaver, John D. . College Station, Texas: Texas A&M University Press. 1997. ISBN 978-0-89096-748-5.